# Boudewijn de Geer
Boudewijn Ernst (Boudewijn) de Geer (Den Haag, 24 juni 1955 – 27 april 2024) was een Nederlands voetballer en voetbaltrainer. Hij speelde voor verschillende clubs in de Haagse regio. De Geer is vooral bekend van zijn tijd bij FC Den Haag en bij de Graafschap.

## Loopbaan

### FC Den Haag en FC Haarlem
De Geer begon zijn voetbalcarrière bij HVV, maar werd al snel gescout door de jeugdafdeling van ADO. Daar maakte De Geer furore. Hij zat in de A-jeugd, een team met onder andere Martin Jol en Tscheu La Ling. Onder leiding van trainer Huib Ruygrok ontwikkelde dit team zich zo snel dat een aantal jongens doorschoof naar het eerste elftal. Deze A-groep werd kampioen, won de beker en won het Martinitoernooi in Groningen. Onder leiding van Evert Teunissen debuteerde De Geer in het eerste elftal van FC Den Haag. Dit gebeurde in 1973. Hij vertrok in december 1975 naar HFC Haarlem, wat geen groot succes werd. Later zouden mensen beweren dat De Geer veel te vroeg naar Haarlem was gegaan, en dat de nukkigheid en ongeduldigheid De Geer parten had gespeeld. In juli 1975 werd De Geer door zijn oude jeugdtrainer Huib Ruygrok weggehaald bij FC Haarlem, om voor Molde FK te spelen.

### Noors avontuur
De Geer werd de eerste buitenlandse voetballer in de Noorse competitie, en werd binnengehaald als een computerexpert, terwijl dit iets heel onbekends was in de tijd. Bij Molde vond De Geer direct zijn draai. Hij werd in november 1977, na het einde van de competitie, weggehaald door Lillestrøm SK, destijds de topclub in Noorwegen. De Geer won daar onder andere de landstitel en de beker en in 1979 verliet De Geer de club omdat hij een conflict had met de trainer. De Geer vertrok naar het Griekse Panathinaikos maar zou er geen wedstrijd spelen, omdat De Geer in botsing kwam met trainer František Fadrhonc.

### De Graafschap
De Geer vertrok via het Spaanse Hércules CF naar De Graafschap. Daar werd hij herenigd met zijn oude trainer Huib Ruygrok. De Geer had het in die tijd moeilijk en zat veel op de bank. De supporters van De Graafschap waren het hele seizoen kritisch naar hem. Toenb hij in een vroeg stadium bekend maakte zijn eenjarig contract niet te willen verlengen, werd hij vaak uitgefloten. 
De Graafschap werd uiteindelijk zesde in de Eerste Divisie en mocht daardoor meedoen in de nacompetitie. Voor de laatste wedstrijd tegen FC Den Bosch, die beslissend was voor de nacompetitie, werd De Geer uitgefloten toen zijn naam als basisspeler werd omgeroepen. Maar de stemming sloeg om toen De Geer twee keer scoorde tegen Den Bosch, en De Graafschap naar de Eredivisie schoot. Toen hij in de tachtigste minuut werd gewisseld, kreeg hij een langdurig applaus. De 26-jarige De Geer had zijn buik vol van het voetbal en startte na dit seizoen samen met zijn Spaanse echtgenote een bar-discotheek in Alicante in Spanje. In december 1982 hervatte hij zijn loopbaan en tekende hij een tweejarig contract bij Brisbane Lions in Australië, getraind door Simon Kistemaker. In 1983 keerde hij echter al terug naar Nederland waar hij nog uitkwam voor de Haagse amateurverenigingen HVV en HBS.

### Trainer/jeugdcoördinator
De Geer eindigde zijn spelerscarrière bij HBS op amateurniveau. Hij ging de jeugd trainen en legde daarbij de basis van zijn trainerscarrière. De Geer raakte onder de indruk van de Coerver-methode en trainde verschillende amateurclubs, waaronder HBS, RHC, ASC en Quick. Bij VV Quick bleef De Geer tien jaar. Samen met Roel Timmer zette hij de jeugdopleiding van deze amateurclub op. Onder zijn leiding kwamen verschillende spelers in de jeugdopleidingen van de betaald voetbalorganisaties, en speelden verschillende jeugdteams op het landelijke niveau. Hij vertrok in 2002 naar Blauw-Zwart om daar de jeugdopleiding op te zetten. In 2007 werd De Geer na een verschil van mening door het bestuur van Blauw-Zwart op non-actief gezet, nadat hij ook al zijn afscheid had aangekondigd als jeugdcoördinator van Blauw-Zwart aan het einde van het seizoen. In het seizoen 2007/2008 was De Geer trainer/coach de D1 van Graaf Willem II VAC. Voor het seizoen 2008/2009 had hij de Zondagselectie onder zijn hoede.

### Eigen voetbalschool
Vanaf 2010 was Boudewijn de Geer eigenaar van een voetbalschool, wat hij combineerde met de functie van technisch jeugd coördinator bij VELO in Wateringen.

## Privéleven
De Geer is lid van het adellijke geslacht De Geer en mocht daardoor het predicaat jonkheer voeren. Hij was een zoon van hockeyinternational Alexander Ernst de Geer (1912-1993) en Jelly Alida Wester (1918-1996) en een kleinzoon van politicus Dirk Jan de Geer (1870-1960). Hij was twee keer getrouwd. Uit het tweede huwelijk werd onder andere voetballer Mike de Geer geboren.
De Geer overleed op Koningsdag 2024 op 68-jarige leeftijd.